# Lithobius adriaticus
Lithobius adriaticus är en mångfotingart som beskrevs av Baldassarre 1883. Lithobius adriaticus ingår i släktet Lithobius och familjen stenkrypare.
Artens utbredningsområde är Kroatien. Inga underarter finns listade i Catalogue of Life.